# Wacław Policzkiewicz
Wacław Policzkiewicz (ur. w 1890 w Warszawie, zm. 27 sierpnia 1937 w Leningradzie) – polski i sowiecki działacz komunistyczny, członek PPS-Lewicy, SdKPiL oraz SdPRR(b), RPK(b) i WKP(b), funkcjonariusz CzeKa, OGPU i NKWD.

## Biogram
Pochodził z warszawskiej rodziny robotniczej. Jego rodzicami byli Teofil Antoni Policzkiewicz (1871–1914), malarz pokojowy, i Zofia z Dobrowolskich (1865–1932). Był najstarszy spośród licznego rodzeństwa, z którego jednak, oprócz niego, jeszcze tylko dwoje dożyło wieku dorosłego. Otrzymał tylko elementarne wykształcenie, pracował jako robotnik na Pradze.
Od 1906 r. należał do PPS-Lewicy, a w 1909 r. przeszedł do Socjaldemokracji Królestwa Polskiego i Litwy, gdzie działał w praskim Zarządzie Dzielnicowym. Aresztowany w 1912 został osadzony w X Pawilonie Cytadeli warszawskiej, a następnie zesłany na Syberię.
Wyszedł na wolność podczas rewolucji lutowej 1917 r. i wkrótce znalazł się w Piotrogrodzie, gdzie wstąpił do Socjaldemokratyczna Partia Robotnicza Rosji (bolszewików) (przyjęty z zaliczeniem stażu partyjnego od 1907 r.). Wziął udział w rewolucji październikowej, po której od 1918 r. pracował w CzeKa w Moskwie i Tule. Podczas wojny polsko-bolszewickiej 1920 r. był funkcjonariuszem Wydziału Specjalnego Frontu Zachodniego Armii Czerwonej. Pozostał w ZSRR, kontynuując służbę w sowieckich organach bezpieczeństwa. Od 1922 r. był członkiem przedstawicielstwa OGPU przy Leningradzkim Okręgu Wojskowym. W latach 1927–1930 pełnił funkcję naczelnika OGPU w Pskowie, a następnie naczelnika wydziału miejsc odosobnienia (łagrów) NKWD na Krymie.
Podczas wielkiej czystki został aresztowany 15 lipca 1937 pod zarzutem działalności kontrrewolucyjnej, po czym wykluczony z WKP(b). Wyrokiem z 25 sierpnia 1937 skazano go na śmierć i dwa dni później rozstrzelano. Podczas czystki zginął też jego brat Roman (ur. w 1899 w Warszawie, bezpartyjny funkcjonariusz NKWD, strażnik łagru w Saratowie) i szwagier Leon Kromplewski.